# Svarthättad parakit
Svarthättad parakit (Psephotellus dissimilis) är en fågel i familjen östpapegojor inom ordningen papegojfåglar.

## Utseende och läte
Svarthättad parakit är en slank och långstjärtad papegoja. Hanen är mycket vacker med slående turkosfärgad fjäderdräkt, svart hjässa, gula vingar, skära undre stjärttäckare och olivgrön rygg. Honan är huvudsakligen ljusgrön med turkost undertill förutom de skära undre stjärttäckarna. Arten är slankare och mer långvingad än rödvingad papegoja och svarthättad rosella, med artdistinkta gula skuldror i flykten. Lätet är ett vasst "chit".

## Utbredning och systematik
Fågeln förekommer i norra Australien (nordöstra Northern Territory). Den behandlas som monotypisk, det vill säga att den inte delas in i några underarter.

### Släktestillhörighet
Fågeln placerades tidigare i släktet Psephotus. DNA-studier visar dock att arterna i släktet inte är varandras närmaste släktingar.

## Levnadssätt
Svarthättad parakit hittas i öppet skogslandskap. Där gräver den ut sina bon ur termitstackar.

## Status
Arten har ett begränsat utbredningsområde, men beståndet anses vara stabilt. IUCN kategoriserar arten som livskraftig.